# Koolmotten
De koolmotten (Plutellidae) zijn een familie van vlinders in de superfamilie Yponomeutoidea.
De familie telt in Europa een veertigtal soorten. Sommige taxonomen vatten deze familie op als onderfamilie van de Yponomeutidae.
Geslachten in deze familie zijn onder andere:
- Digitivalva
- Eidophasia; 1 soort in Nederland, Eidophasia messingiella
- Plutella; 2 soorten in Nederland, Plutella porrectella en de koolmot (Plutella xylostella)